# Hopliphora magnifica
Hopliphora magnifica là một loài Hymenoptera trong họ Apidae. Loài này được Moure mô tả khoa học năm 1958.